# Ilija Zanow

I. Zanow, Datierung unbekannt

Ilija Tomakew Zanow (bulgarisch Илия Томакев Цанов) (* 15. Julijul. / 27. Juli 1835greg. in Widin, damals im Osmanischen Reich; † 27. März 1901 in Sofia) war ein bulgarischer Politiker der Liberalen Partei. Von Juli 1884 bis August 1886 war er Außenminister seines Landes.

## Leben
Zanow kam als vermutlich ältestes Kind in einer wohlhabenden und teilweise turkisierten Familie zur Welt. Nach dem Schulbesuch in Widin und Swischtow arbeitete er zunächst im väterlichen Handelsunternehmen, in dessen Auftrag er u. a. Wien und Budapest besuchte. Seine vielfältigen Sprachkenntnisse – Russisch, Griechisch, Französisch, Persisch und Türkisch ließen ihn in der osmanischen Verwaltung in Widin, in die er eintrat, bevor er sich schließlich als Jurist in Sofia niederließ, rasch Ansehen gewinnen. Hier arbeitete er einerseits als Richter am Handelsgericht und als Dozent in einer Handwerksschule mit Internat, andererseits als Pflichtverteidiger in politischen Prozessen. Unter anderem gehörten die überlebenden Angehörigen der Freischar Christo Botews zu Zanows Mandanten.
Während des russisch-türkischen Krieges 1877/78 arbeitete Zanow in der russischen Verwaltung Bulgariens, zuerst als Helfer des russischen Bürgermeister-Verwalters in Sofia, später als Präsident des Bezirksgerichtes Widin.
Nach dem Ausscheiden aus dem Ministeramt arbeitete er wieder als Rechtsanwalt. 1891 wurde er (neben anderen) nach dem Attentat auf Christo Beltschew verhaftet und erst ein Jahr später ohne Prozess wieder freigelassen.

## Politische Karriere
Zanow war Mitglied der ernannten Notabelnversammlung, die zwischen dem 10. Februar und dem 16. April 1879 als verfassunggebende Nationalversammlung in Weliko Tarnowo tagte (siehe hierzu Verfassung von Tarnowo). In der ersten, zweiten und vierten Legislaturperiode war Zanow Mitglied der regulären Nationalversammlung in Sofia, wo er als einer der Anführer der Liberalen auftrat. Zeitweise war er auch Generalsekretär (heute etwa: Staatssekretär) im Justizministerium. 1883/84 war er Mitglied der bulgarischen Vertretung in Konstantinopel, aus dieser Stellung wurde er zum Außenminister berufen. Als Minister verhandelte und unterzeichnete er den Tophane-Vertrag über die Vereinigung Ostrumeliens mit dem Fürstentum Bulgarien.

## Sonstiges
Der jüngere Bruder Najtscho Zanow wurde später Vorsitzender der Radikaldemokratischen Partei Bulgariens.
In Sofia existiert eine Gedenkstätte für Ilija Zanow am Eingang des Nationalen Rechtshilfebüros Bulgariens.